# Pattinaggio di velocità ai XIX Giochi olimpici invernali
Ai XIX Giochi olimpici invernali del 2002 a Salt Lake City (Stati Uniti), vennero assegnate medaglie in dieci specialità del pattinaggiò di velocità. Le gare si svolsero dal 9 al 23 febbraio nellOlympic Oval. Grazie ai clapskate si ebbero diversi record del mondo, oltre a qualche caduta. Sui 10.000 metri l'olandese Jochem Uytdehaage infranse la barriera dei 13 minuti.

## Risultati

### Gare maschili

#### 2 x 500 m
| Posizione | Atleta             | Nazione     | Tempo             |
| --------- | ------------------ | ----------- | ----------------- |
| 1         | Casey Fitzrandolph | Stati Uniti | 34,42 34,81 69,23 |
| 2         | Hiroyasu Shimizu   | Giappone    | 34,61 34,65 69,26 |
| 3         | Kip Carpenter      | Stati Uniti | 34,68 34,79 69,47 |

#### 1000 m
| Posizione | Atleta           | Nazione     | Tempo   |
| --------- | ---------------- | ----------- | ------- |
| 1         | Gerard van Velde | Paesi Bassi | 1:07,18 |
| 2         | Jan Bos          | Paesi Bassi | 1:07,53 |
| 3         | Joey Cheek       | Stati Uniti | 1:07,61 |

#### 1500 m
| Posizione | Atleta            | Nazione     | Tempo   |
| --------- | ----------------- | ----------- | ------- |
| 1         | Derek Parra       | Stati Uniti | 1:43,95 |
| 2         | Jochem Uytdehaage | Paesi Bassi | 1:44,57 |
| 3         | Ådne Søndrål      | Norvegia    | 1:45,26 |

#### 5000 m
| Posizione | Atleta            | Nazione     | Tempo   |
| --------- | ----------------- | ----------- | ------- |
| 1         | Jochem Uytdehaage | Paesi Bassi | 6:14,66 |
| 2         | Derek Parra       | Stati Uniti | 6:17,98 |
| 3         | Jens Boden        | Germania    | 6:21,73 |

#### 10000 m
| Posizione | Atleta            | Nazione     | Tempo    |
| --------- | ----------------- | ----------- | -------- |
| 1         | Jochem Uytdehaage | Paesi Bassi | 12:58,92 |
| 2         | Gianni Romme      | Paesi Bassi | 13:10,03 |
| 3         | Lasse Sætre       | Norvegia    | 13:16,92 |

### Gare femminili

#### 2 x 500 m
| Posizione | Atleta               | Nazione  | Tempo             |
| --------- | -------------------- | -------- | ----------------- |
| 1         | Catriona Le May Doan | Canada   | 37,30 37,45 74,75 |
| 2         | Monique Garbrecht    | Germania | 37,34 37,60 74,94 |
| 3         | Sabine Völker        | Germania | 37,62 37,57 75,19 |

#### 1000 m
| Posizione | Atleta             | Nazione     | Tempo   |
| --------- | ------------------ | ----------- | ------- |
| 1         | Chris Witty        | Stati Uniti | 1:13,83 |
| 2         | Sabine Völker      | Germania    | 1:13,96 |
| 3         | Jennifer Rodriguez | Stati Uniti | 1:14,24 |

#### 1500 m
| Posizione | Atleta             | Nazione     | Tempo   |
| --------- | ------------------ | ----------- | ------- |
| 1         | Anni Friesinger    | Germania    | 1:54,02 |
| 2         | Sabine Völker      | Germania    | 1:54,97 |
| 3         | Jennifer Rodriguez | Stati Uniti | 1:55,32 |

#### 3000 m
| Posizione | Atleta            | Nazione     | Tempo   |
| --------- | ----------------- | ----------- | ------- |
| 1         | Claudia Pechstein | Germania    | 3:57,70 |
| 2         | Renate Groenewold | Paesi Bassi | 3:58,94 |
| 3         | Cindy Klassen     | Canada      | 3:58,97 |

#### 5000 m
| Posizione | Atleta            | Nazione     | Tempo   |
| --------- | ----------------- | ----------- | ------- |
| 1         | Claudia Pechstein | Germania    | 6:46,91 |
| 2         | Gretha Smit       | Paesi Bassi | 6:49,22 |
| 3         | Clara Hughes      | Canada      | 6:53,53 |

## Medagliere per nazioni
| Pos.   | Paese       | Oro | Argento | Bronzo | Totale |
| ------ | ----------- | --- | ------- | ------ | ------ |
| 1      | Paesi Bassi | 3   | 5       | 0      | 8      |
| 2      | Germania    | 3   | 3       | 2      | 8      |
| 3      | Stati Uniti | 3   | 1       | 4      | 8      |
| 4      | Canada      | 1   | 0       | 2      | 3      |
| 5      | Giappone    | 0   | 1       | 0      | 1      |
| 6      | Norvegia    | 0   | 0       | 2      | 2      |
| Totale | Totale      | 10  | 10      | 10     | 30     |